# Посольство Украины в Бельгии
Посольство Украины в Королевстве Бельгия (укр. Посольство України в Королівстві Бельгія) — официальное дипломатическое представительство Украины в Королевстве Бельгия, расположенное в коммуне Уккел, входящей в Брюссельский столичный регион.
На посольство также возложено осуществление дипломатических отношений с Великим Герцогством Люксембург, поскольку посол Украины в Бельгии аккредитуется по совместительству и в этом государстве.

## История развития дипломатических отношений
После провозглашения независимости Украиной 24 августа 1991 года Бельгия наряду с другими странами ЕС признала новое государство 31 декабря 1991 года. 10 марта 1992 года между Украиной и Бельгией были установлены дипломатические отношения.
Великое Герцогство Люксембург признало независимость Украины также 31 декабря 1991 года. Дипломатические отношения между двумя странами установлены 1 июля 1992 года.

## Послы Украины в Бельгии
Главы дипломатических миссий Украинской Народной Республики в Бельгии и Голландии:
- 1919—1923 — Андрей Иванович Яковлев

Послы Украины в странах Бенилюкса:
- 22 апреля 1992 — 31 марта 1995 — Владимир Андреевич Василенко[укр.][2][3]

Послы Украины в Бельгии, Нидерландах и Люксембурге:
- 16 сентября 1995 — 17 апреля 1998 — Борис Иванович Тарасюк[4][5]
- 10 августа 1998 — 28 января 2000 — Константин Иванович Грищенко[6][7]

Послы Украины в Бельгии и Люксембурге:
- 24 апреля 2000 — 5 августа 2005 — Владимир Дмитриевич Хандогий[8][9]
- 30 марта 2006 — 1 октября 2008 — Ярослав Григорьевич Коваль[укр.][10][11]
- 1 октября 2008 — 12 мая 2010 — Евгений Романович Бершеда[12][13]
- 29 июня 2010 — 29 мая 2015 — Игорь Алексеевич Долгов[14][15]
- 4 февраля 2016 — 6 апреля 2021 — Николай Станиславович Точицкий[16][17]
- с 21 июля 2025 — Ярослав Владимирович Мельник[18]

## Почётные консульства
| Город      | Консул         | Обслуживаемая территория                                   |
| ---------- | -------------- | ---------------------------------------------------------- |
| Антверпен  | Кристиан Стооп | провинции Антверпен, Восточная Фландрия, Западная Фландрия |
| Брюссель   | Джо Ванбелль   | провинции Валлонский Брабант, Фламандский Брабант          |
| Борглон    | Крис Бекерс    | провинция Лимбург                                          |
| Люксембург | Клод Раду      | Великое Герцогство Люксембург                              |
| Киншаса    | Патрик Болонья | Демократическая Республика Конго                           |